# Цзяоцзян
Цзяоцзя́н (кит. упр. 椒江, пиньинь Jiāojiāng) — район городского подчинения городского округа Тайчжоу провинции Чжэцзян (КНР).

## История
Во времена первых централизованных империй эти места входили в состав округа Куайцзи (会稽郡), власти округа размещались на месте современного Сучжоу. При империи Хань в 110 году до н. э. в его составе был создан уезд Иньсянь (鄞县). В 85 году до н. э. из уезда Иньсянь был выделен уезд Хуэйпу (回浦县). Во времена Восточной Хань уезд Хуэйпу был переименован в Чжанъань (章安县). В эпоху Троецарствия в 257 году из округа Куайцзи был выделен округ Линьхай (临海郡), в состав которого вошли 7 находящихся в этих местах уездов, а в этих местах был создан уезд Линьхай (临海县), названный так по находящейся на его территории горе Линьхай; власти округа разместились в уезде Чжанъань.
Во времена империи Мин для борьбы с пиратами-вокоу в 1387 году в устье реки Цзяоцзян была построена крепость, ставшая опорной точкой Хаймэньского караула (海门卫). Во времена империи Цин в 1654 году сюда переехали органы, отвечающие за контроль побережья. Когда ради покорения Тайваня был введён «морской запрет», действовавший до 1683 года, то все жители прибрежной полосы были выселены вглубь материка, а на побережье остался лишь гарнизон крепости. В 1843 году сюда была перемещена резиденция помощника начальника Тайчжоуской управы, а с 1894 года начал действовать морской порт.
После образования КНР в 1949 году здесь был создан район Хаймэнь (海门区), вошедший в состав Специального района Тайчжоу (台州专区). В 1954 году Специальный район Тайчжоу был расформирован, и район Хаймэнь перешёл в состав Специального района Вэньчжоу (温州专区). В 1956 году район Хаймэнь был присоединён к уезду Хуанъянь.
В 1957 году был воссоздан Специальный район Тайчжоу, и уезд Хуанъянь вошёл в его состав. В 1958 году Специальный район Тайчжоу был расформирован опять, и уезд Хуанъянь снова перешёл в состав Специального района Вэньчжоу.
В 1962 году Специальный район Тайчжоу был восстановлен вновь. В 1973 году Специальный район Тайчжоу был переименован в Округ Тайчжоу (台州地区).
В 1980 году опять был создан Особый район Хаймэнь (海门特区). В 1981 году он был преобразован в городской уезд Цзяоцзян (椒江市).
Постановлением Госсовета КНР от 22 августа 1994 году округ Тайчжоу был преобразован в городской округ; городской уезд Цзяоцзян был при этом преобразован в район городского подчинения.

## Административное деление
Район делится на 8 уличных комитетов и 1 посёлок.